# Joaquín del Manzano y Manzano
Joaquín del Manzano y Manzano   (Alburquerque, 10 de març de 1805 - Capitania General de Cuba, 30 de setembre de 1867) fou un militar espanyol, capità general de València i Cuba i senador vitalici.
En 1821 ingressà al Col·legi d'Artilleria, en 1872 va ascendir a alferes i des de 1833 va lluitar al País Basc i Catalunya durant la primera guerra carlina. En els combats de Mendaza fou ferit de gravetat. En 1837 fou ascendit a capità i en 1840 a comandant. Va rebre la creu de Sant Ferran i després de la presa de Morella i Berga fou ascendit a coronel. En 1844 va participar en els combats contra Martín Zurbano i en 1847 va combatre a la guerra dels matiners, ascendint a brigadier aquell mateix any. Va derrotar les partides carlines de Mur i de l'anomenat Estudiant de Poza a Terrassa. En 1849 ascendí a mariscal de camp i fou nomenat comandant general de Tortosa i en 1850 de Girona. De 1850 a 1859 fou destinat a Cuba, on fou governador del Departament Oriental. En tornar fou ascendit a tinent general, en 1864 fou nomenat senador vitalici i fou capità general d'Aragó, de Castella la Vella i de València (1866). En novembre de 1866 fou nomenat capità i governador de Cuba, i durant el seu mandat es va desenvolupar la Junta d'Informació que va tractar de defensar a Espanya algunes reformes econòmiques i el cessament de l'esclavitud. A finals de setembre va cessar a causa d'una malaltia i va morir poc després.